# Monocesta
Monocesta là một chi bọ cánh cứng trong họ Chrysomelidae.
Chi này được miêu tả khoa học năm 1865 bởi Clark.

## Các loài
Các loài trong chi này gồm:
- Monocesta abomaya Bechyne, 1956
- Monocesta androgyna (Bechyne, 1963)
- Monocesta balyi Clark, 1865
- Monocesta clarki Jacoby, 1886
- Monocesta corumba Bechyne, 1956
- Monocesta coryli (Say, 1824)
- Monocesta cubensis Blake, 1959
- Monocesta depressa Clark, 1865
- Monocesta dimidiata Jacoby, 1877
- Monocesta ducalis Clark, 1865
- Monocesta elegantula Clark, 1865
- Monocesta equestris (Clark, 1865)
- Monocesta frontalis (Clark, 1865)
- Monocesta glauca (Clark, 1865)
- Monocesta hopfneri Clark, 1865
- Monocesta illustris Clark, 1865
- Monocesta imperalis Clark, 1865
- Monocesta jansoni Jacoby, 1886
- Monocesta klugii Clark, 1865
- Monocesta nigrita Bowditch, 1923
- Monocesta nigriventris Clark, 1865
- Monocesta opacipennis (Jacquelin-duVal, 1856)
- Monocesta ornata (Baly, 1865)
- Monocesta reitteri Bechyne, 1958
- Monocesta robusta Bowditch, 1923
- Monocesta rubiginosa (Clark, 1865)
- Monocesta rugicollis (Bowditch, 1923)
- Monocesta splendida Clark, 1865
- Monocesta zona (Illiger, 1800)